# Lyctus villosus
Lyctus villosus är en skalbaggsart som beskrevs av Pierre Lesne 1911. Lyctus villosus ingår i släktet Lyctus och familjen kapuschongbaggar. Inga underarter finns listade i Catalogue of Life.